# 大阪市電堂島大橋線
大阪市電堂島大橋線（おおさかしでんどうじまおおはしせん）は、福島西通 - 堂島大橋間を結んでいた大阪市電期外線の路線。

## 路線概要
- 起点：福島西通
- 終点：堂島大橋
- 軌間：1435mm
- 架線電圧：直流600V

## 沿革
- 1928年（昭和3年）4月10日
  - 大阪市電の期外線として、福島西通 - 堂島大橋間開業。
- 1942年（昭和17年）6月1日
  - 堂島大橋北詰を廃止。
- 1945年（昭和20年）3月13日
  - 戦災のため全線休止。
- 1946年（昭和21年）12月26日
  - 運行再開。
- 1952年（昭和27年）12月1日
  - 堂島大橋北詰を復活。
- 1968年（昭和43年）10月1日
  - 福島西通 - 堂島大橋間を廃止。

## 駅一覧
| 駅名           | キロ程 | 接続路線                                                |
| -------------- | ------ | ------------------------------------------------------- |
| 福島西通駅     | 0.0    | 大阪市電：福島曽根崎線、西野田福島線                    |
| 堂島大橋北詰駅 | 0.4    |                                                         |
| 堂島大橋駅     | 0.6    | 大阪市電：桜川中之島線、九条中之島線(1945年3月13日まで) |

- 1959年（昭和34年）7月当時